# 三島市コミュニティバス
三島市コミュニティバス（みしましコミュニティバス）は、静岡県三島市で運行しているコミュニティバスである。3路線が設定されており、運行事業者は伊豆箱根バス・伊豆箱根交通・東海バス 沼津営業所・富士急シティバス・富士急静岡タクシーの5社である。各路線の運行ルートや時刻表は外部リンクを参照。

## 「せせらぎ号」
「せせらぎ号」は、三島駅南口（1番のりば）を起点に、主に市内中心街の観光施設と公共施設を巡回している。西回りと東回りの2系統がある。運行受託者は伊豆箱根バス及び東海バス。年度によって受託するルートが異なる（=東回り・西回りが入れ替わる）。利用者増加や利便性向上のための実証運行を2020年4月1日～2021年3月31日までしており、ルートを西回りは、イトーヨーカドーの建物南側に日清プラザ・ヨーカドーバス停を新設と、東回りはせせらぎパーク三好付近まで延長し、南町・がくとう整形外科・せせらぎパーク三好・清住緑地入口・広小路西の5箇所バス停を新設した。運賃は、大人200円・小学生100円で、小型バス（ノンステップバスではない）又は、中型バス（ノンステップバスの場合あり）を使用しており、西回り9便と東回り11便の計20便が毎日運行、定員28名の小型バス又は中型バスを利用しており、一周あたりの所要時間はおよそ30〜40分となっている。また、2020年4月1日のダイヤ改正にて大幅に運行時刻の変更やルートの改正を実施した。
2020年4月1日からのルート
- 西回り：三島駅 - 関野病院前 - 寿町 - 泉町 - 広小路西 - 清住緑地入口 - せせらぎパーク三好 - がくとう整形外科 - 南田町 - 郵便局 - 日清プラザ・ヨーカドー - 三島田町駅 - 大社前・市役所 - 生涯学習センター前 - 三島駅
- 東回り：三島駅 - 白滝公園 - 大社西 - 大社前・市役所 - 三島田町駅 - 奈良橋 - 郵便局 - 南町 - がくとう整形外科 - せせらぎパーク三好 - 清住緑地入口 - 広小路西 - 栄町中 - 西若町 - 西若町上 - 関野病院前 - 三島駅

## 「なかざと号」

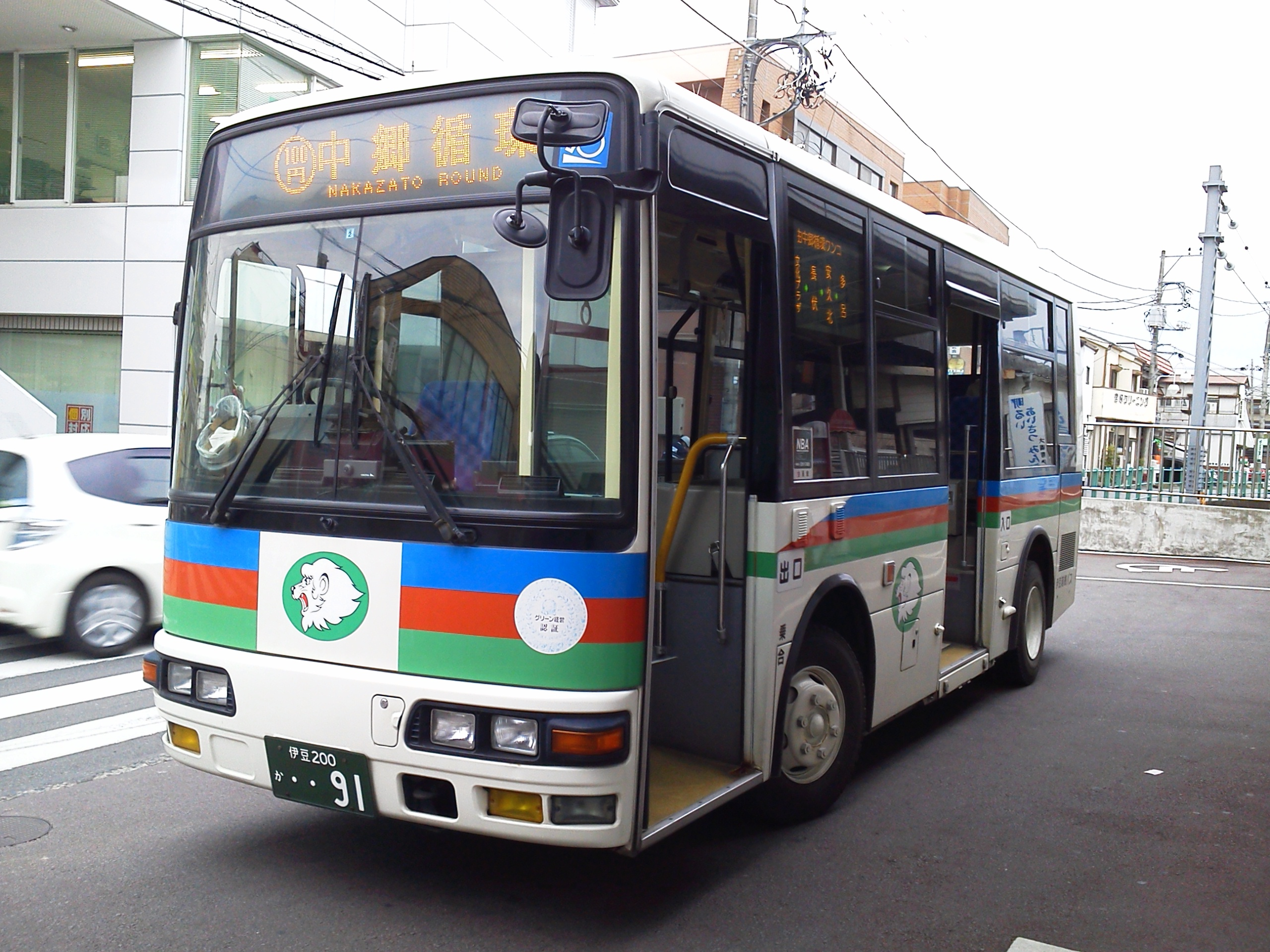
なかざと号の車両（エアロミディME）

「なかざと号」は、大場駅西口を起点に中郷地区の公共施設と医療機関を主に巡回している。運行経路は片方向のみの循環方式であり、月曜日〜土曜日に運転されている（日曜日と祝日は運休）。運賃は大人200円・小学生100円で計8便運行されている。ジャンボタクシーを使用し、1周の所要時間は約40分である。運行事業者は伊豆箱根交通（2025年4月1日～）。
- 運行ルート：大場駅 - 大場駅入口 - 梅名口 - 大場中島 - 中郷交番前 - 梅名 - プラザ入口 - 中郷文化プラザ - 梅名郵便局 - ファンケル前 - 長伏西 - 長伏 - 長伏小入口 - 御園 - 伊豆・村の駅 - ジョイランド三島 - 梅名 - 中郷交番前 - 中島南 - 中島 - 古川橋 - 北沢 - 多呂 - 伊豆箱根前 - 大場駅

## 「きたうえ号」
「きたうえ号」は、三島駅南口（3番のりば）を起点に、北上地区の公共施設・医療機関を主に巡回している。毎日運転されているが、自主運行バスであるため、運賃が大人200円、小学生100円 （ただし、特例として身体障害者手帳･療育手帳･戦傷病者手帳・精神障害者保健福祉手帳の保持者は100円に減額、未就学児は無料）と他の路線とは異なる。また、運行方式は循環方式ではない。ジャンボタクシー（定員9名）を使用しており、定員を超えた場合は、臨時に別の車両を配車している。バス停は29箇所設定されていて、一部地域に「フリー降車区間」が設定されており、そこでは自由に降車できる。運行事業者は富士急静岡タクシーで片道の所要時間は約30分。

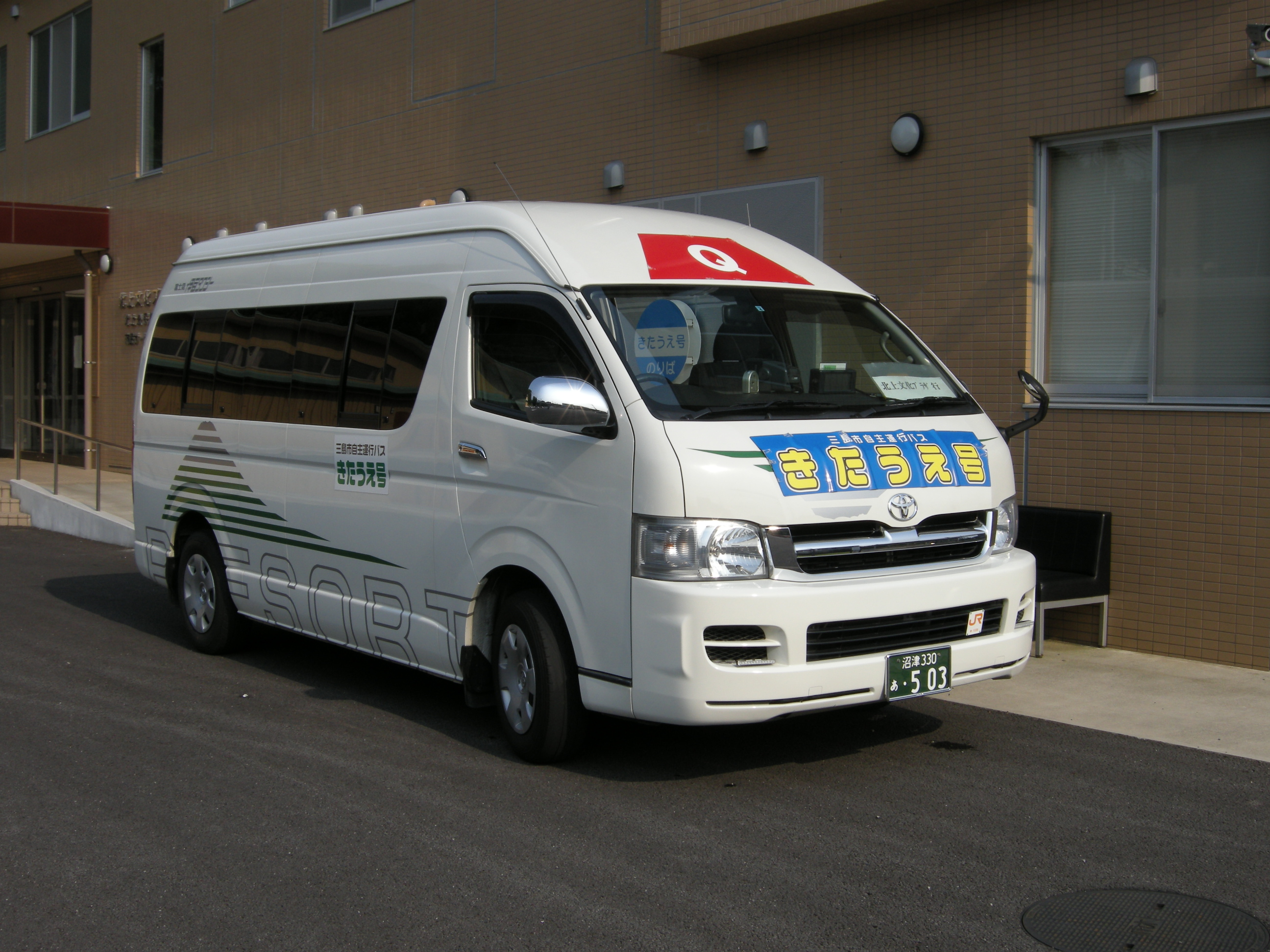
きたうえ号の車両

- 運行ルート：三島駅 - 一番町 - 市民体育館 - 徳倉入口 - 山口医院前 - 徳倉2丁目 - 富士ビレッジ下 - 千枚原 - 市営千枚原住宅 - 富士ビレッジ - 富士ビレッジ中 - 富士ビレッジ上 - 富士ビレッジ北 - 北高 - 谷戸 - 中村 - 市営徳倉住宅 - 歓喜寺下 - ネギトン橋 - 徳倉1丁目 - 北上農協 - 中村橋南 - 徳倉幼稚園北 - 八乙女神社下 - 徳倉5丁目下 - 徳倉5丁目上 - 芙蓉台坂下 - 芙蓉台入口 - 北上文化プラザ

## 「ふれあい号」
「ふれあい号」は三島市役所前を起点に三島田町駅と同駅近辺地域及び中郷北地域の公共施設・医療機関を主に巡回し、伊豆・村の駅までを結んでいる。毎日運転されている。運賃は大人200円・小学生100円（ただし、特例として身体障害者手帳･療育手帳･戦傷病者手帳・精神障害者保健福祉手帳の保持者は100円に減額、未就学児は無料）。車両はジャンボタクシー（定員9名）を使用しており、定員を超えた場合は、臨時に別の車両を配車している。バス停は24箇所設定されていて、国道1号を境に「フリー降車区間」が設定されており、そこでは自由に降車できる。運行事業者は伊豆箱根交通が担当しており、片道の所要時間は約30分。
- 運行ルート：大社前・市役所 - 三島田町駅 - 日清プラザ・ヨーカドー - 奈良橋 - 郵便局 - 佐野あゆみの里 - 新谷公民館 - 青木西 - 青木南 - 藤代公園 - 三角公園 - 中 - 鶴喰橋 - 鶴喰公民館 - 伊豆総業 - 共立病院 - 八反畑公民館 - 八反畑 - 梅の実保育園 - 梅名 - 梅名南 - 安久 - 伊豆・村の駅

## 「花のまち号」
「花のまち号」は伊豆箱根鉄道大場駅を起点として錦が丘・東大場・パサディナ地区の公共施設・医療機関を主に巡回している。伊豆箱根バスの大場・錦が丘分譲地線として運行されていたが2021年4月に三島市自主運行バスに移行して「花のまち号」となっている。平日朝夕は伊豆箱根バスによる中型バスでの運行で、平日日中と土日祝日は伊豆箱根交通によるジャンボタクシーでの運行となっている。運賃は大人200円・小学生100円（ただし、特例として身体障害者手帳･療育手帳･戦傷病者手帳・精神障害者保健福祉手帳の保持者は100円に減額、未就学児は無料）。便によって経由地などが違う。

## 「玉沢線」
「玉沢線」は三島駅南口（5番乗り場）を起点に玉沢地域を運行している。1999年（平成11年）4月1日より東海バスの自社路線から自主運行バスに変更して運行開始。平日4.5往復、土休日6往復運転されていて、そのうち1.5往復は三島総合病院を経由する。また、午前便は並木町経由・午後便は柳郷地経由である。運賃は距離制（200〜480円）。車両は中型バスで運行。運行事業者は東海バス沼津営業所が担当しており、片道の所要時間は約25分。
なお、2025年4月1日のダイヤ改正により平日のみ三ツ谷工業団地への乗り入れを開始したが、この便についてはすべて東海バスの自社路線での運行となっている。三島市自主運行バス路線ではない。ロイヤルブルーティージャパン三島工場が新設したことに伴い、通勤手段確保のため三ツ谷工業団地へ延伸した。

## 「伊豆佐野線」
「伊豆佐野線」は富士急シティバスの自社路線として、長きにわたり運行されていたが利用者の減少に伴い見晴台線とともに2024年4月1日に三島市自主運行路線として再スタートした。三島駅南口（2番乗り場）を起点に運行している。平日 伊豆佐野方面は3本・三島駅方面は1本運行されていて、運賃は距離制（180〜470円）。車両は中型バスで運行。運行事業者は富士急シティバスが担当しており、片道の所要時間は約30分。

## 「見晴台線」
「見晴台線」は富士急シティバスの自社路線として、長きにわたり運行されていたが利用者の減少に伴い伊豆佐野線とともに2024年4月1日に三島市自主運行路線として再スタートした。運行内容については自主運行前の時と同一となっている。三島駅南口（2番乗り場）を起点に運行している。平日7.5往復・土休日は7往復の運行で、運賃は距離制（180〜470円）。車両は中型バスで運行。運行事業者は富士急シティバスが担当しており、片道の所要時間は約20分。なお、2024年10月1日からは中型路線バスで運行されている便を一部事前予約制デマンドタクシーによる便に振り替えた。愛称はみはらし号。中型路線バスによる運行は平日のみとし、日祝日を除く毎日はデマンドタクシーでの運行。北上文化プラザと見晴台地区を結ぶ路線である（富士急静岡タクシーへ委託）。